# Matwiejewicze
Matwiejewicze (biał. Мацвеевічы; ros. Матвеевичи) – wieś na Białorusi, w obwodzie brzeskim, w rejonie bereskim, w sielsowiecie Międzylesie. Dawniej wieś nosiła nazwę Maciejewicze.
Znajduje się tu parafialna cerkiew prawosławna pw. Podwyższenia Krzyża Pańskiego.
W czasach carskich i w II Rzeczypospolitej do 22 stycznia 1926 istniała gmina Maciejewicze (Matwiejewicze). Wieś nie była jednak jej siedzibą – urząd gminy znajdował się w Międzylesiu. W dwudziestoleciu międzywojennym Maciejewicze leżały w Polsce, w województwie poleskim, w powiecie prużańskim.